# 邢台清风楼
邢台清风楼位于中华人民共和国河北省邢台市襄都区府前南街北端，建成于明代成化年间，其前身可追溯至唐代，历代均有修护，先后作为图书馆、文物展厅使用。邢台清风楼为重檐歇山布瓦顶建筑，占地面积440平方米。邢台清风楼建筑2019年被中华人民共和国国务院列入第八批全国重点文物保护单位。邢台清风楼是邢台八景之一“郡楼远眺”的核心部分。

## 修建与保护

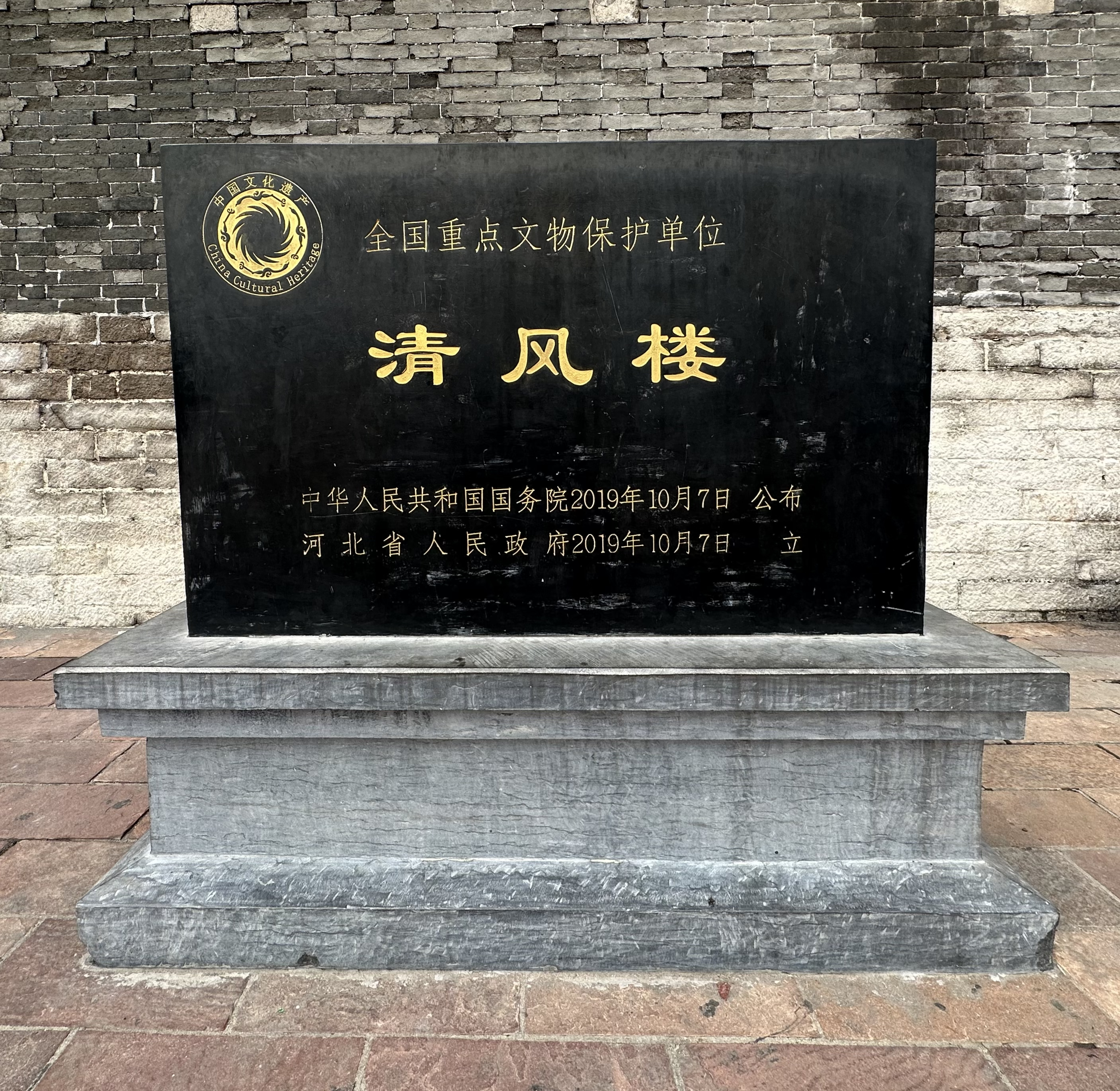
邢台清风楼是全国重点文物保护单位

### 前身及修建
邢台清风楼前身可追溯至唐代，原名郡楼，此楼毁于战火。明成化三年（1467年）或四年（1468年）重建此楼。万历版《顺德府志》载：“黎永明建，知府王守诚重修”。但清风楼是否由邢州知府黎永明所建略有争议，明代进士陈音作《清风楼记》记载此事，但当代学者对“借发公帑之赢，鸠工伐木，作郭门，郡治之东南上为巍楼，匾曰清风楼”一句解读不同：石家庄铁道学院建筑艺术设计系刘青和北方设计研究院李齐解读为这是黎永明筹资重建的记载，而《邢台通史》主编、学者赵福寿则认为黎永明仅为清风楼定名，但并非其所建。清风楼建成后常作为达官显贵及文人墨客的消遣之地。

### 保护和使用
清光绪二十八年（1902年）重修过清风楼。民国十七年（1928年），京畿卫戍总司令鹿钟麟设“中山图书馆”于清风楼。1949年后邢台清风楼历经一次修缮，包括在原有地面上铺砖等工程。1950年代初，对清风楼进行一次修缮，并将清风楼作为《邢台市出土文物展览》的举办场所。1960年代，进行了两次小修，进行了包括对已经酥碱剥落的石质台基、台阶进行水泥砂浆摸盖，使用机制砖补砌损坏的女儿墙等工程。文化大革命期间，清风楼更名“东风楼”，悬挂的“清风楼”牌匾被烧毁。《邢台市出土文物展览》被破坏，楼内古书被抄，清风楼本身多处也遭毁坏。1982年，邢台市文化局对清风楼进行大修，此次大修重新制定了上、下层屋檐的尺寸、样式，重修瓦顶。同年，河北省人民政府重新公布了河北省文物保护单位。1985年，邢台市文物管理所讲清风楼二楼作为文物陈列厅对外开放，但后因清风楼损坏，不再开放。
此后，邢台清风楼的二楼东屋檐于1996年在暴风雨中坍塌，墙体下陷。1998年，河北省古建筑保护研究所对清风楼进行落架维修。同时，邢台市城建部门在清风楼前修建面积超过5000平方米的清风楼广场和长约300米的仿古商业街。2019年10月，邢台清风楼被中华人民共和国国务院列为第八批全国重点文物保护单位。2024年春节前后，襄都区和邢台市文化旅游集团推出清风楼灯光秀演出。同一年，邢台开始推进清风楼街坊修缮整治工程，其中包括对清风楼本身及清风楼街坊的修缮。

## 建筑形制
邢台清风楼是为坐北朝南的重檐歇山顶，铺布瓦的建筑，占地面积440平方米。清风楼位于方形砖砌台基之上，台基高6米有余，台基辟有南北向券洞，可通行人，台基收分明显，其上四周有砖砌镂空女儿墙。台基西侧有门房及登楼的露天台阶。
登上台基为二层建筑。为扩大空间，邢台清风楼采用减柱造，明间两根金柱被减，使得明间采用六架梁用三柱，且后出插金双步梁；次间采用五架梁用四柱，且前后出插金双步梁。纵向构建包括两件檩枋。下层建筑为面阔五间（18米有余），进深三间（11米有余），四周有回廊，北侧有8根石质八角廊柱，其余为木质圆廊柱。明间为南北对开隔扇门，次间设有隔扇窗，其余为围墙。下层内部西南角嵌有唐代诗人、画家王维的夏、秋、冬山水图石刻，也存有10通清风楼题记碑刻。下层东侧有楼梯，可通上层。
上层面阔五间（14米有余），进深三间（7米有余），上下两层屋檐间设有平座，上层前檐明间、次间、后檐明间、两山明间均为隔扇门，其余为隔扇窗。上层屋檐施五踩重昂斗拱，正脊、垂脊有砖雕装饰，存飞吻、跑兽等戗兽。正面檐下有“清风楼”匾额，原物遗失。现存为后复刻的牌匾。